# تونگاتاپو
تونگاتاپو (به لاتین: Tongatapu) یک جزیره در تونگا است که در تونگا واقع شده‌است.

## خصوصیات
تونگاتاپو ۷۵٬۴۱۶ نفر جمعیت دارد.